# Arroyo Concepción
Arroyo Concepción ist eine Landstadt im Departamento Santa Cruz im südamerikanischen Anden-Staat Bolivien.

## Lage im Nahraum
Arroyo Concepción ist zweitgrößte Ortschaft im Municipio Puerto Quijarro in der Provinz Germán Busch und schließt sich südlich direkt an die Stadt Puerto Quijarro an. Arroyo Concepción liegt auf einer Höhe von 105 m südöstlich der Laguna Cáceres am Río Paraguay. Am südöstlichen Stadtrand von Arroyo Concepción liegt der Grenzübergang, der Puerto Suárez und Puerto Quijarro mit der Stadt Corumbá auf der brasilianischen Seite verbindet.

## Geographie
Arroyo Concepción liegt im bolivianischen Teil des Pantanal, einem der größten Binnenland-Feuchtgebiete der Erde.
Die mittlere Durchschnittstemperatur der Region liegt bei etwa 26 °C und schwankt nur unwesentlich zwischen 22 und 23 °C im Juni und Juli und 28 bis 29 °C von Oktober bis Februar. Der Jahresniederschlag beträgt knapp über 1000 mm, bei einer kurzen Trockenzeit im Juni und August mit Monatsniederschlägen unter 30 mm, und einer Feuchtezeit von November bis März mit jeweils über 100 mm Monatsniederschlag.

## Verkehrsnetz
Arroyo Concepción liegt in einer Entfernung von 660 Straßenkilometern südöstlich der Departamento-Hauptstadt Santa Cruz.
Die Stadt ist mit Santa Cruz über die mehr als 1500 Kilometer lange Nationalstraße Ruta 4 verbunden, die ihren Anfang in Tambo Quemado an der chilenischen Grenze hat, in West-Ost-Richtung das gesamte Land durchquert und über Cochabamba, Santa Cruz und Puerto Suárez an Puerto Quijarro vorbei nach Arroyo Concepción führt.

## Bevölkerung
Die Einwohnerzahl des Ortes ist im vergangenen Jahrzehnt um fast die Hälfte angestiegen:
| Jahr | Einwohner | Quelle       |
| ---- | --------- | ------------ |
| 1992 | 1608      | Volkszählung |
| 2001 | 3574      | Volkszählung |
| 2012 | 5302      | Volkszählung |
| 2024 |           | Volkszählung |

## Tourismus
Gegenüber von Arroyo Concepción auf der westlichen Straßenseite der Ruta 4 liegt das Fünf-Sterne-Hotel „El Pantanal“, zu dessen Eröffnung im Jahr 1994 die damaligen Präsidenten von Brasilien, Bolivien und Paraguay anwesend waren. Es ist Ausgangspunkt für Besichtigungsfahrten in das Pantanal hier im Dreiländereck.